# Sixte IV
Pour les autres membres de la famille, voir Famille Della Rovere.
Pour les articles homonymes, voir Sixte.
Francesco della Rovere, né le 21 juillet 1414 à Celle Ligure, près de Savone, et mort le 12 août 1484 à Rome, devient le 212e pape de l'Église catholique le 25 août 1471 sous le nom de Sixte IV.

## Biographie
Fils d'un marchand de draps aisé, il est oblat à 9 ans au couvent San Francesco de Savone, où il prononce ses vœux. Il fait par la suite des études de théologie à Chieri, Bologne et Pavie. Après avoir obtenu sa licence, il est nommé professeur de théologie ; il enseigne tour à tour la logique et la philosophie dans plusieurs villes italiennes dont l'université de Padoue. Il devient ensuite prédicateur et gravit successivement la hiérarchie franciscaine jusqu'à devenir ministre général en 1464. En 1467, il est élevé à la dignité de cardinal par Paul II. Il résigne sa charge de général en 1469.
En 1471, il est élu pape après quatre jours de conclave. Ses premiers efforts sont consacrés à la guerre contre les Turcs. Comme ses prédécesseurs, il connaît l'échec. De même, il ne parvient pas à réunir les Églises orthodoxes et catholiques par le mariage de Sophie Paléologue et d'Ivan III de Russie.
Il est à l'origine d'une crise diplomatique avec le Royaume de France. En effet, Louis XI désire que l'archevêque de Lyon Charles de Bourbon soit fait Cardinal. Après avoir donné des assurances en ce sens au Roi, le pape finit par refuser. Et au contraire, il nomme comme Cardinaux plusieurs personnes très mal vues du Roi de France dont Stefano Nardini, ancien légat à Paris qui avait été expulsé du Royaume pour avoir intrigué avec les ennemis du Roi. Louis XI réagira en écrivant une lettre au pape dans lequel il accusera ce dernier de simonie. 
Par ailleurs, il prend la décision de taxer les prostituées et les prêtres concubinaires de Rome, ce qui rapporte au Saint-Siège chaque année près de 20 000 ducats (par les prostituées), soit des sommes considérables. N'étant pas parvenu à emprunter de l'argent aux Médicis qui lui sont opposés, le scandale des Pazzi qui le soutiennent éclate. Et son neveu Raphaël est emprisonné quelque temps.
S'appuyant sur le théologien Gaspard van Baerle du XVIe siècle, Juan Antonio Llorente rapporte qu'il a autorisé la sodomie durant les mois d'été à cause « de l'ardeur brûlante de cette saison »,, affirmation estimée peu vraisemblable.
En 1480, Sixte soutient la guerre de Venise contre Ferrare.
Il est inhumé dans la chapelle de la Conception de la basilique Saint-Pierre.

### Réputation
Jusqu'à son élection, Sixte IV jouit d'une bonne réputation. Sous son pontificat, il fait l'objet de jugements controversés dus à l'emprise que ses neveux prennent sur lui. Il est soupçonné de simonie par ses contemporains et pratique un népotisme éhonté.
Machiavel, Alexandre Dumas, et, au XVIe siècle, le théologien anglican Baele accentuent cette mauvaise réputation, au service de causes idéologiques.
De fait et « contrairement à ce qu'il avait solennellement promis au moment de son élection », il nomme cardinal de nombreux jeunes gens, célèbres par leur beauté ; il promeut des parents indignes à de hautes fonctions ecclésiastiques parmi lesquels son neveu Raffaele Sansoni Riario, cardinal à 16 ans en 1477, accusé d'être son amant,,,, ainsi que d'autres neveux comme Giovanni della Rovere (préfet de Rome à partir de 1475), Girolamo Riario, les cardinaux Giuliano della Rovere (futur pape Jules II) ou Pietro Riario.

## Mécénat et patronage princier

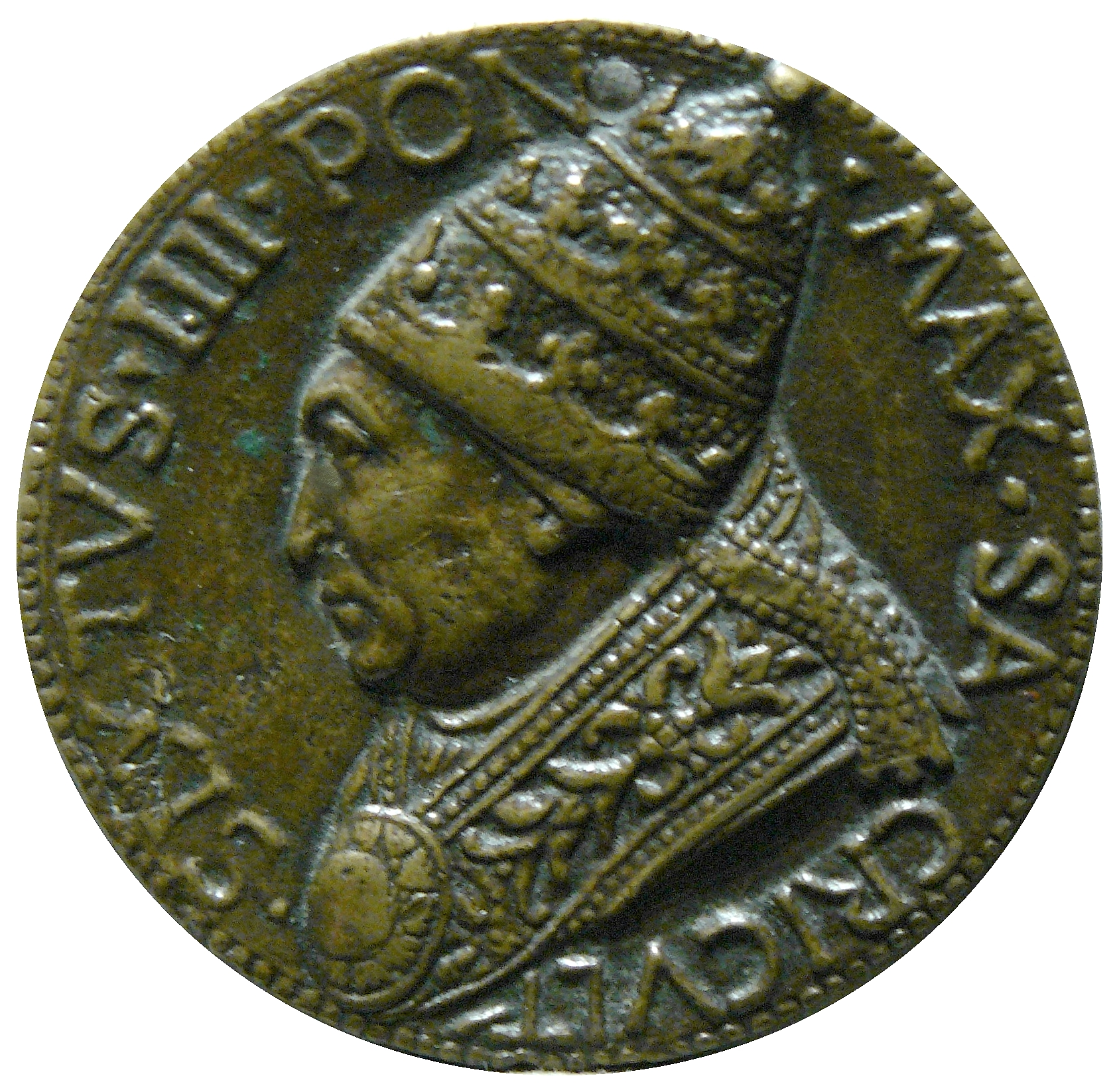
Médaille à l'effigie de Sixte IV.

Sous son pontificat, il embellit Rome :
- fondation des musées capitolins ;
- don au peuple romain des statues détenues au palais du Latran, dont la fameuse louve romaine ;
- ouverture, alignement et pavage de nombreuses voies (via Recta, via Sistina, via Papale et via Florea) ;
- restauration de l'aqueduc de l'Aqua Verfina ;
- construction du pont Sisto confié à l'architecte Baccio Pontelli ;
- construction et restauration de nombreux édifices religieux (basilique Saint-Jean de Latran, Église Sainte-Marie-de-la-Paix de Rome, Basilique Santa Maria del Popolo et Sant'Agostino) ;
- construction de la chapelle Sixtine au Vatican, entre 1477 et 1483 (d'où le nom de cette célèbre chapelle, décorée par Michel-Ange).

Ses contemporains baptisent son œuvre restauratio Urbis : la restauration de la Ville. Il fait aménager la chapelle Sixtine qui porte son nom. Il se montre également un mécène humaniste, en partie pour des fins politiques. Il reconstitue l'Académie romaine (en), embauche des chanteurs pour la chapelle pontificale, accroît les fonds de la bibliothèque apostolique vaticane.
Il fait appel à l'architecte florentin Giovannino de' Dolci pour reconstruire entièrement le château de Ronciglione, apanage de la famille Della Rovere. Les travaux sont effectués de 1475 à 1480. Cette forteresse massive est flanquée de quatre puissantes tours, raison pour laquelle on l'appelle « I Torrioni » ou « La Rocca ».

## Points de dogme et théologie

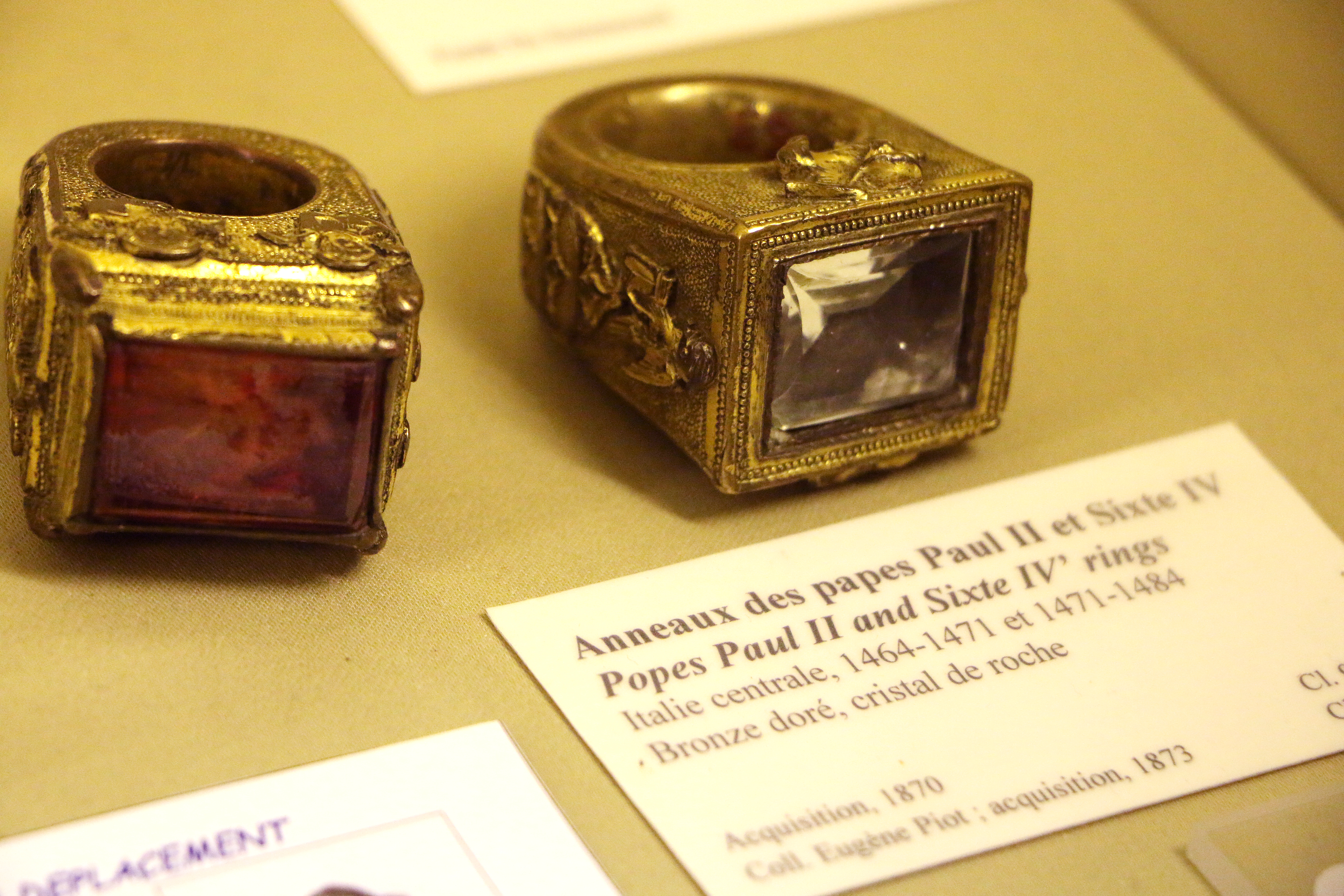
Anneaux des papes Paul II et Sixte IV au musée de Cluny.

### Immaculée Conception
Il fait dédier expressément la chapelle Sixtine à l'Immaculée Conception.
En 1483, par la Constitution Grave Nimis, il interdit, sous peine d'excommunication, de taxer de faute grave contre la foi la croyance en l'Immaculée Conception ou la célébration solennelle de l'office de la Conception de Marie. Mais, de crainte que cette décision ne soit considérée comme une décision dogmatique proprement dite, la constitution est suivie d'une déclaration formelle précisant que le Siège apostolique ne s'est pas encore prononcé sur le fond et qu'en conséquence il n'est pas permis non plus de taxer d'hérésie les adversaires de l'opinion immaculatiste soutenue par Jean Duns Scot et l'ancienne université de Paris (Extrav. commun., 3.12.2).

### Indulgences
Le 8 février 1475, Sixte IV institue par une bulle pontificale le Grand Pardon de Chaumont à la demande de Jean de Montmirel qui accorde à perpétuité une indulgence plénière à tous ceux qui, chaque fois que la Saint-Jean-Baptiste (24 juin) tombera un dimanche, visiteront la collégiale Saint-Jean-Baptiste, s'y confesseront et y communieront.
Dix-huit mois plus tard, la bulle Salvator noster du 3 août 1476 attribue des indulgences pour les défunts aux donateurs pour la reconstruction de l'église Saint-Pierre de Saintes, inaugurant ce que l'on a appelé plus tard le « commerce des indulgences », l'un des déclencheurs de la Réforme luthérienne.

### Inquisition

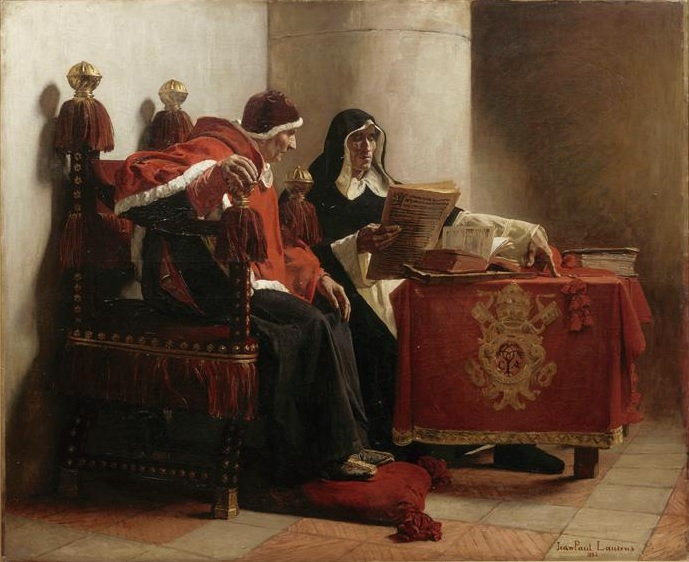
Le pape et l'inquisiteur, montrant Sixte IV près de Tomás de Torquemada, Jean-Paul Laurens, 1882

Par la bulle Exigit sincerae devotionis du 1er novembre 1478, il accorde aux souverains espagnols, Ferdinand le Catholique et Isabelle la Catholique, l'autorisation de nommer des inquisiteurs de la foi. Le 11 février 1482, il valide le choix des cinq nouveaux Grands inquisiteurs dont Tomás de Torquemada en tant qu'inquisiteur de Castille par les rois catholique d'Espagne ; il confirme l'étendue des pouvoirs de Torquemada en 1483 et 1486 en Aragon et en Catalogne.
Le caractère sommaire des jugements rendus par les tribunaux inquisitoriaux espagnols, la brutalité des méthodes et des tortures employées choquèrent en Espagne comme à l'extérieur du royaume. Ainsi, le pape Sixte IV, pourtant connu pour sa grande sévérité à l'égard des Juifs,, dès 1481, écrivit « pour se plaindre de la trop grande rigueur des inquisiteurs de Séville » :

« Sans tenir compte des prescriptions juridiques, ils ont emprisonné nombre de personnes en violation des règles de justice, leur infligeant des tortures sévères et leur imputant, sans le moindre fondement, le crime d'hérésie, confisquant leurs biens à ceux qu'ils condamnaient à mort, si bien que pour fuir une telle rigueur un grand nombre d'entre eux se sont réfugiés auprès du Siège Apostolique, en protestant de leur orthodoxie. »

Rome recevait un flot constant de demandes de réhabilitation émanant de personnes condamnées par les tribunaux inquisitoriaux espagnols ou de leurs familles, et, par trois fois, Torquemada dut envoyer un émissaire auprès du Saint-Siège pour se justifier sur ses pratiques.

### Politique

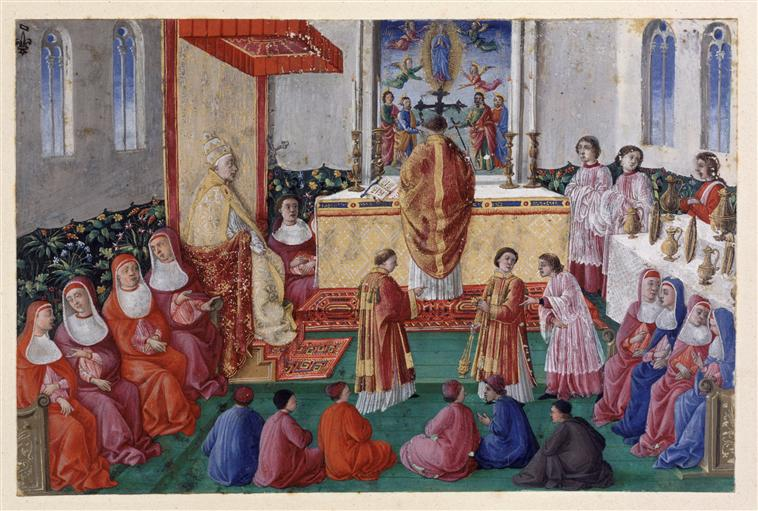
Messe solennelle coram papa à la chapelle Sixtine, avec Sixte IV. Miniature de Giuliano Amidei, musée Condé.

Soucieux de compenser, dans les États pontificaux, l'absence de famille princière héréditaire, il crée cardinaux ses neveux, Giuliano della Rovere, futur Jules II, Pietro Riario et Girolamo Riario qu'il associe à l'exercice du gouvernement politique, prêtant le flanc aux accusations de népotisme. Leonardo Riario et Giovanni Riario (ca), frères des précédents, sont quant à eux nommés préfets de Rome.
Il conclut, en 1479, une alliance avec les cantons suisses qui prévoyaient la levée de troupes mercenaires.

## Politique économique
Jean de Sismondi rapporte que le pape Sixte IV inaugure une politique d'accès aux terres inexploitées pour les paysans du Latium. Ceux-ci obtiennent du pape le droit de retourner devant les tribunaux pour exiger des propriétaires le droit de défricher et d'exploiter un tiers de leurs champs. Le tribunal fixe également la redevance. Cette politique est rendue possible, selon l'historien, parce que ce pape inspire la crainte, et se poursuit pour les mêmes raisons sous son neveu Jules II, mais est abandonnée après.

## Succession apostolique
Sixte IV a ordonné les évêques suivants :
- Archevêque Eustache de Lévis (1475)
- Évêque Petrus Engelprecht (de) (1477)
- Cardinal Georg Hesler (1480)
- Pape Jules II (1481)
- Évêque Matthias Scheit (de) (1481)

### Texte de bulle
- Bulle de Sixte IV sur la Visitation : Bibliothèque apostolique vaticane manuscrit Reg. Vat. 566, folios 193 - 201vo  (la)  p. 303-310.